# Sympathy for Mr. Vengeance
Sympathy for Mr. Vengeance (Hangul: 복수는 나의 것, Boksuneun naui geot) is een Zuid-Koreaanse film uit 2002. De productie vormt het eerste deel van Chan-wook Parks filmtrilogie over wraak en wordt gevolgd door Oldboy (2003) en Sympathy for Lady Vengeance (2005).

## Verhaal
Ryu is een doofstomme fabrieksarbeider wiens zus een niertransplantatie nodig heeft. Hij wordt ontslagen door zijn baas, Park. Samen met zijn revolutionaire vriendin smeedt hij een plan om de dochter van Park te kidnappen. Dit loopt helemaal verkeerd.

## Rolverdeling
| Acteur       | Personage      |
| ------------ | -------------- |
| Kang-ho Song | Park Dong-jin  |
| Ha-kyun Shin | Ryu            |
| Du-na Bae    | Cha Yeong-mi   |
| Ji-Eun Lim   | Ryu's zus      |
| Bo-bae Han   | Yu-sun         |
| Se-dong Kim  | Chief of Staff |
| Dae-yeon Lee | Choe           |

## Prijzen en nominaties
In 2003 won Sympathy for Mr. Vengeance op het Fant-Asia Filmfestival de prijs voor Beste Aziatische film. Datzelfde jaar won de film op het Philadelphia Film Festival de Juryprijs.